# Tumbledown Hill
Der Tumbledown Hill (von englisch tumbledown ‚baufällig‘) ist ein 105 m hoher Hügel an der Ingrid-Christensen-Küste des ostantarktischen Prinzessin-Elisabeth-Lands. Er ragt im Süden der Halbinsel Stornes in der Prydz Bay an den Ufern des Lake Jack und des Lake Jill auf.
Ein Feldforschungsteam der Australian National Antarctic Research Expeditions, das von 1986 bis 1987 in diesem Gebiet tätig war, benannte ihn so in der Vorstellung, man könne leicht vom Hügel in die beiden Seen hinabstürzen. In China ist der Hügel unter dem Namen Niulang Shan (chinesisch 牛郎山 ‚Kuhhirtenberg‘) bekannt.